# The Framed Cat
«Обманутый кот» — 53-й эпизод из серии короткометражных мультфильмов «Том и Джерри». Режиссёры: Уильям Ханна и Джозеф Барбера, продюсер: Фред Куимби, композитор: Скотт Брэдли. Дата выпуска мультфильма: 21 октября 1950 года.

## Сюжет
Том тайком проникает на кухню, чтобы съесть курицу. Но, когда Том отрывает от курицы ножку, он случайно сбивает со стола кувшин. На шум идет Мамочка-Два Тапочка, и Том, боясь, что она его накажет, дает куриную ножку Джерри, подставляя его. Затем, Том выставляет себя героем перед Мамочкой, и «благородно» ловит выбежавшего за двор Джерри с куриной ножкой. Том вместе с Джерри в руке прячется за стену дома, выкидывает мыша, съедает куриную ножку и ложится отдохнуть под дерево. Разозленный до глубины души поступком Тома, Джерри решает отомстить коту за его подлость. Случайно он видит пса Спайка, лижущего свою любимую кость. Джерри берет кость у спящего Спайка и кладёт её на грудь Тома. Спайк не находит свою кость на месте и подходит к Тому. Спайк кричит на Тома, подумав, что он украл кость, и говорит, что если Том ещё раз украдёт кость, то он сильно пожалеет и Спайк кидает Тома об дерево. Том показывает Спайку язык, но тот всё видит и ударяет Тома костью в ответ. В результате Том не просто прикусывает себе язык, а ненароком откусывает его напрочь, но язык тут же прирастает обратно.
Джерри смеется над Томом, но тут же убегает от него. Они пробегают мимо Спайка с костью, и Джерри прыгает на её край так, что она попадает Тому в руки. Спайк готов разодрать Тома, но кот находит выход, дрессирует его, и оставив кость на носу Спайка уходит. Спайк понимает, что его одурачили, как осла. Чтобы обезопасить свою кость, Спайк выкапывает возле своей будки яму, и хочет положить туда кость. Джерри тайком крадёт кость, и Спайк, ничего не подозревая, закапывает яму и ложится на неё. Том сердито выглядывает из своего укрытия, и в этот момент Джерри при помощи верёвки привязывает к хвосту Тома украденную кость. Затем, Джерри провоцирует Тома на погоню и нарочито пробегает возле Спайка. Спайк видит кость, привязанную к хвосту Тома, и тут же понимает, что её нет в яме. Том видит, что Спайк у него на хвосте, и пытается убежать, но Спайк хватает кость зубами. Попытка Тома отвязаться от Спайка приводит к тому, что веревка с костью опутывается вокруг дерева, и Том врезается в Спайка. Том убегает от Спайка, тот берет кость, прячет её в будке, и ложится возле будки.
Джерри решает сделать последнюю шалость с костью. Он тайком проникает в будку пса, продалбливает дырку в кости, и засовывает туда шуруп. Затем, Джерри засовывает в рот спящего Тома магнит, и тот притягивает кость. Спайк пытается поймать кость в воздухе, но тщетно. Кость заталкивается в рот Тома вместе с магнитом, и кот нечаянно глотает магнит. Том пытается избавиться от кости, которая к нему притягивается, но всё тщетно. Кость быстро преследует убегающего Тома, за ними же мчится взбешенный Спайк. В конце концов магнит притягивает к себе и консервную банку, куда спрятался Джерри, чтоб понаблюдать за «спектаклем».

## Факты
- Это — один из редких случаев, когда Том говорит.
- Это одна из серий, где Том и Джерри оба проигрывают.